# Studie v šarlatové
Studie v šarlatové je detektivní román, který napsal sir Arthur Conan Doyle. Jde o vůbec první dílo, v němž se objeví postava Sherlocka Holmese a jeho přítele dr. Watsona. Dozvídáme se o setkání detektivní dvojice a jejich prvním společně řešeném případu – sérii vražd, jejichž pachatel zanechává na místě činu nápisy „RACHE“ vyvedené v krvi. Román je psaný v první osobě z pohledu Johna Watsona.
Dílo bylo poprvé publikováno v roce 1887 v časopisu Beeton's Christmas Annual pod názvem A Study in Scarlet. Doyle napsal o Holmesovi celkem 56 povídek, ale jen 4 romány, Studie v šarlatové je jedním z nich, ovšem u čtenářů měl větší úspěch až jeho následující román Podpis čtyř. Souhrnně jsou díla označována jako kánon Sherlocka Holmese.
Jde o první detektivku, kde je k vyšetřování případu využita lupa.

## Děj

### Část I.: Vzpomínky Johna H. Watsona

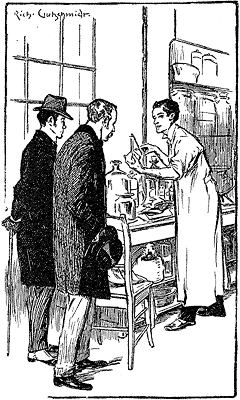
První setkání Holmese a Watsona. (Richard Gutschmidt, 1887)

Po té, co Watson utrpěl zranění ve válce v Afghánistánu, kde působil jako vojenský lékař, vrátí se do Londýna. Zde náhodou potkává starého kolegu z nemocnice Stamforda, kterému se zmíní, že by vzhledem ke své špatné finanční situaci potřeboval najít spolubydlícího. Je již druhý, kdo ten den mluví se Stamfordem na stejné téma, prvním byl Sherlock Holmes. Stamford se rozhodne muže navzájem seznámit a ti se následně společně nastěhují do bytu 221B na Baker Street. Watson se dozvídá, že Holmes pracuje jako detektivní poradce, a ač je zprvu k jeho deduktivním schopnostem skeptický, záhy je začne obdivovat.
Holmesovi přijde dopis od inspektora Gregsona, který žádá jeho pomoc při vyšetřování vraždy na Brixton Road v Lauriston Gardens. Watson je vybídnut, aby Holmese doprovázel. V domě byla nalezena mrtvola bez viditelných zranění, z dokumentů lze vyčíst, že se jedná o Enocha J. Drebbera z USA, kterého doprovázel sekretář Josef Stangerson. Na zdi je krvavý nápis „RACHE“ (německy „pomsta“), který Holmes označí jako snahu o odvedení pozornosti. Ne zemi je nalezen také zlatý dámský prsten.

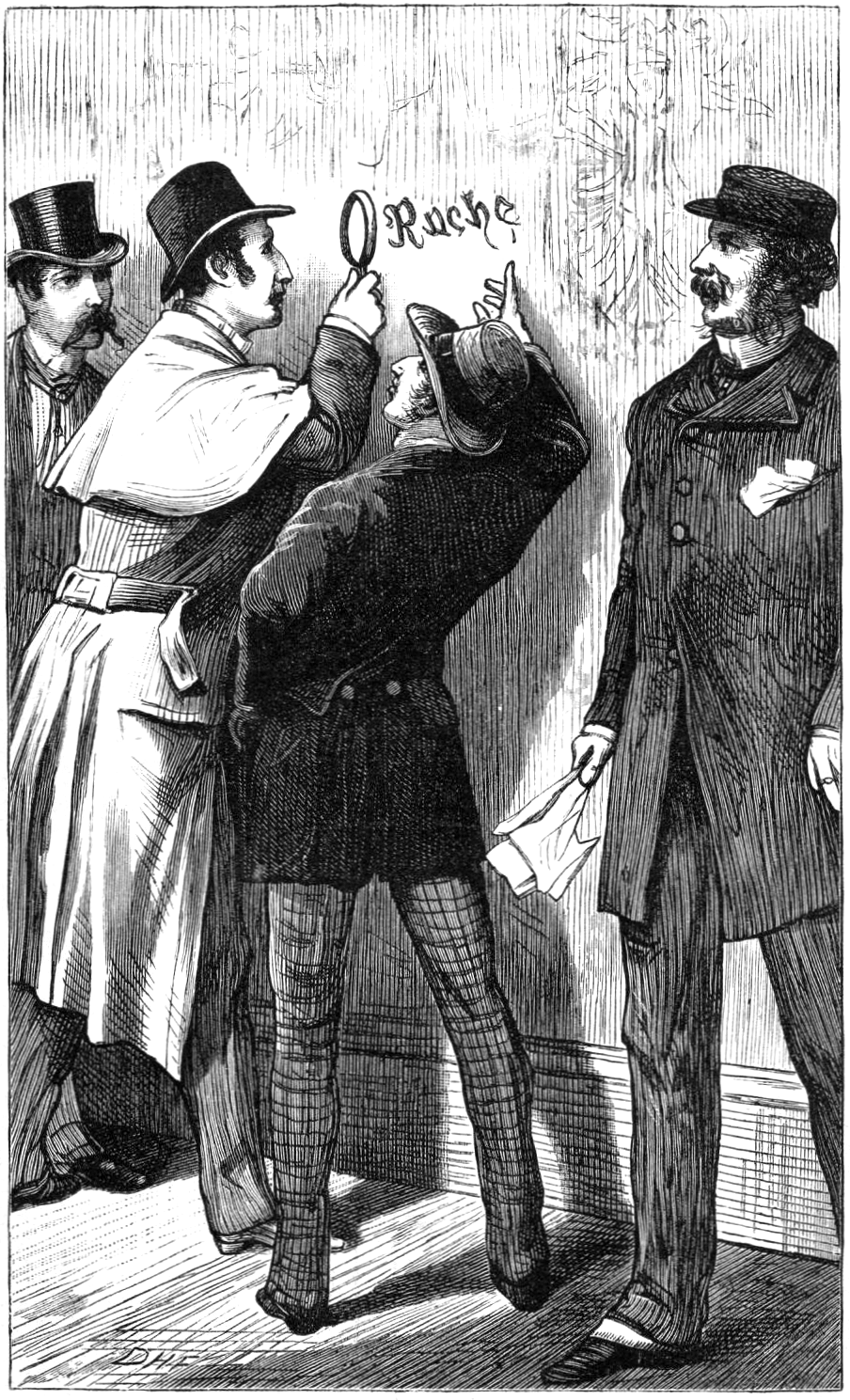
Holmes zkoumá krvavý vzkaz. (David H. Friston, 1887, Beeton's Christmas Annual)

Holmes podá inzerát ohledně ztraceného prstenu do novin v naději, že si ho vrah přijde vyzvednout. Dostaví se stará žena, Holmes jí dá napodobeninu prstenu a s podezřením ji sleduje cestou domů. Žena se mu však ztratí, což ho v její spojitosti s vrahem usvědčí.
Holmes na pomoc povolá „detektivy z Baker Street“, jak nazývá bandu pouličních dětí, které mu občas za úplatu pomáhají s vyšetřováním. Staví se zde i nadšený Gregson, který je přesvědčen, že už pravého vraha zatkl. Měl by jím být Arthur – syn paní Charpentierové, v jejímž penzionu byli Drebber a Stangerson ubytovaní. Drebber měl vůči dceři majitelky velmi hrubé chování, jejího bratra to rozzuřilo, jal se ho s holí v ruce pronásledovat, ale ztratil ho.
Gregsonovo nadšení opadne, když se náhle objeví inspektor Lestrade a oznámí, že bylo v hotelu nalezeno probodnuté tělo Josefa Stangersona a krvavý nápis „RACHE“. V pokoji zavražděného se našel telegram: „J. H. je v Evropě“ a krabička s dvěma pilulkami. Holmes podá jednu z pilulek nemocnému teriérovi patřícímu jejich domácí, která již Watsona žádala, aby ukončil jeho trápení, nic se mu však nestane. Po druhé pilulce téměř okamžitě umírá.
Do pokoje přijde mladý Wiggins, vůdce dětských detektivů, a oznámí, že drožka, kterou si Holmes objednal, již čeká dole. Holmes Wigginse požádá, aby poslal kočího pomoci mu se zavazadly. Když se kočí skrčí ke kufru, Holmes mu nasadí pouta a vítězoslavně policistům představí vraha jménem Jefferson Hope. Hopeův příběh je vylíčen v druhé části knihy.

### Část II.: Země svatých
V roce 1847 na nehostinných utahských pustinách téměř zemře vyčerpáním John Ferrier spolu s dívkou Lucy, které se ujal. Jsou zachráněni putující skupinou mormonů vedenou Brighamem Youngem pod podmínkou, že přistoupí na jejich náboženství.

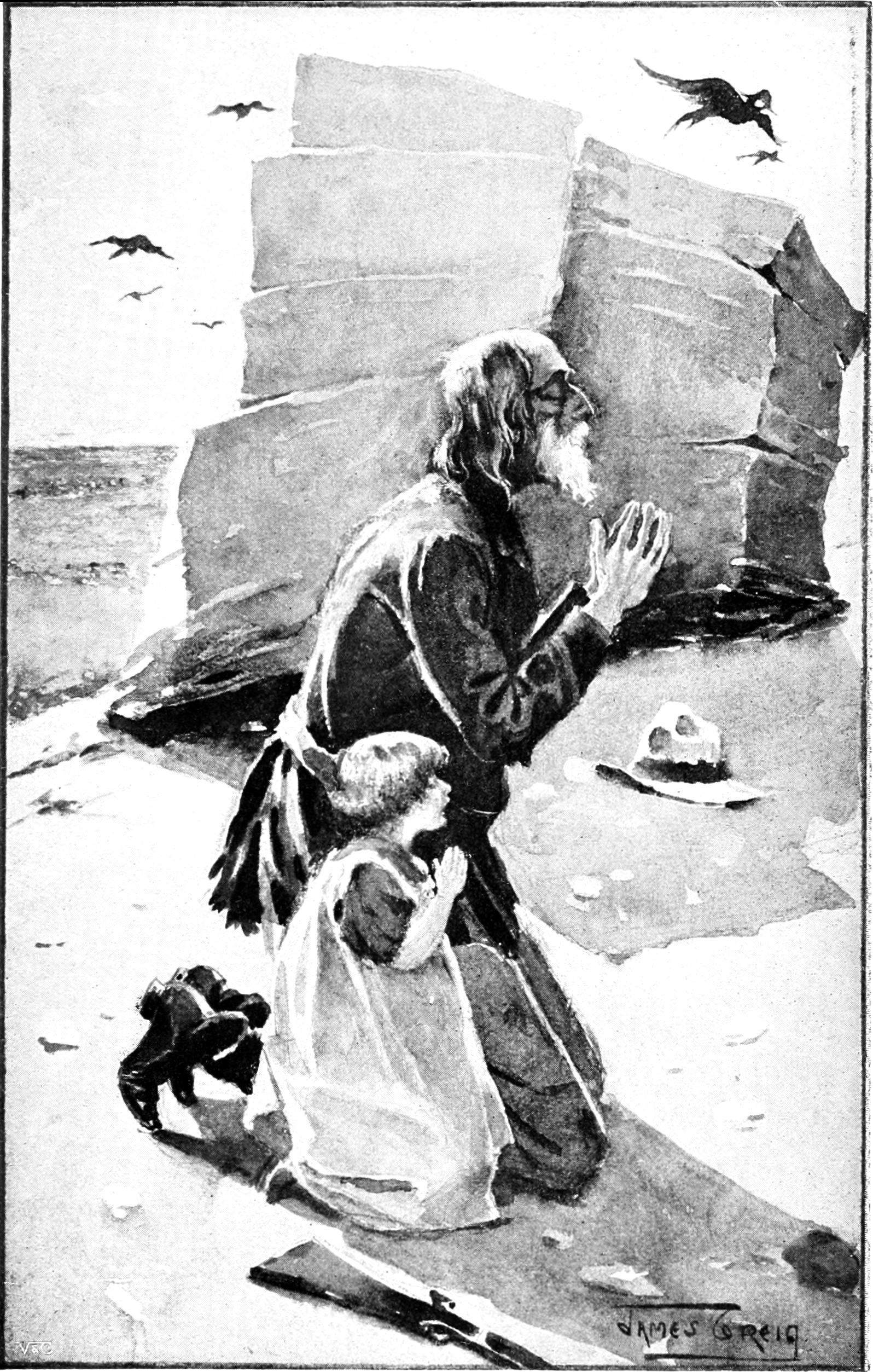
John Ferrier a malá Lucy. (James Greig, asi 1895–1911)

O několik let později se Lucy zamiluje do Jeffersona Hopea, mormonské podmínky ji však nedovolí provdat se za člověka mimo kmen a Lucy je nucena vybrat si mezi Josefem Stangersonem nebo Enochem Drebberem, na rozmyšlenou má měsíc. Ferrier je značně proti takovémuto sňatku a informuje o tom Hopea. Hope pomůže Ferrierovi a Lucy otéct z osady. Utáboří se v horách, zatímco je Hope na lovu, Ferrier je zabit mormony a Lucy unesena a násilím provdána za Drebbera, zanedlouho smutkem umírá. Hope na památku ukradne Lucyin svatební prsten a je odhodlán ji pomstít.
Po mnoha letech se konečně podaří Hopeovi Drebbera a Stangersona, kteří po rozkolech odešli z osady, dohnat v Londýně, kde pracuje jako kočí. Když po hádce u paní Charpentierové nastoupí opilý Drebber do jeho drožky, odveze ho do opuštěného domu na Brixton Road. Nařídí Drebberovi, ať si vybere jednu ze dvou pilulek – druhou spolkne Hope, ale jen v jedné je jed. Drebber umírá, Hopeovi začne téct krev z nosu, napadne ho na zeď napsat nápis, aby zmátl vyšetřovatele. Stejnou nabídku učiní v hotelu Stangersonovi, ten se však snaží bránit, a tak ho Hope zabodne.
Hope zemře den před soudním procesem, trpěl už mnoho let aneurysmem aorty a výduť mu nyní praskla.
Noviny připisují veškerou zásluhu policejním inspektorům. Watsonovi to nepřijde vůči Holmesovi fér a rozhodne se o jeho úžasných schopnostech informovat veřejnost pomocí svých zápisků.

## Česká vydání
V češtině vycházel román jak samostatně, tak v souboru společně s ostatními příběhy.
- Mstitel, 1907, Josef R. Vilímek
- Studie v krvavých barvách, 1925, Ladislav Šotek
- Studie v šarlatové, 1964, Práce
- Příběhy Sherlocka Holmese, 1971, Mladá fronta
- Studie v šarlatové / Podpis čtyř, 1997, Jota
- Studie v šarlatové / Podpis čtyř, 2007, Jota
- Další případy Sherlocka Holmese, 2011, Československý spisovatel

## Adaptace
Román se dočkal mnoha televizních i rozhlasových adaptací.
Za zmínku stojí britský němý film A Study in Scarlet (1914) od George Pearsona. Do hlavní role byl obsazen James Bragington, který vůbec nebyl hercem a pro firmu pracoval jako účetní, vzhledem však skvěle odpovídal Holmesově popisu. Je to jeho jediná herecká role. Žádné kopie tohoto filmu se nedochovaly a film zůstává jedním z nejhledanějších Britským filmovým institutem.
Případ byl také zpracován v druhém díle sovětského seriálu z roku 1979 Sherlock Holmes a doktor Watson s názvem Krvavý nápis. Hlavní roli geniálního detektiva zde ztvárnil Vasilij Livanov, jeho přítele Vitalij Solomin. Seriál se natáčel na různých místech Sovětského svazu, jako Baker Street byla využita ulice Jauniela v Rize.
V britském seriálu Sherlock Holmes (1984–1994) s Jeremym Brettem v hlavní roli příběh adaptován kvůli předčasné smrti herce nebyl.
V seriálu BBC Sherlock (2010–2017) odehrávajícím se v 21. století byl námět volně využit pro úvodní díl Studie v růžové. Hlavní role ztvárnili Benedict Cumberbatch a Martin Freeman.